# Erlenbach bei Marktheidenfeld
Erlenbach bei Marktheidenfeld (eller: Erlenbach b.Marktheidenfeld) er en kommune i Landkreis Main-Spessart i regierungsbezirk Unterfranken i den tyske delstat Bayern. Den er en del af Verwaltungsgemeinschaft Marktheidenfeld.

## Geografi
Byen ligger ved Bundesstraße 8 mellem Würzburg og Aschaffenburg og kalder sig "Weinort mit Herz" (Vinbyen med hjerte).

### Inddeling
Ud over Erlenbach ligger i kommunen også landsbyen Tiefenthal.